# Georges Carnus
Georges Carnus (Gignac-la-Nerthe, Francia, 13 de agosto de 1940) es un exfutbolista francés que jugó como arquero. Jugó para la selección de fútbol de Francia en la Copa Mundial de Fútbol de 1966 en Inglaterra.

## Equipos
| Equipo                         | País                | Años                | PJ  | Goles |
| ------------------------------ | ------------------- | ------------------- | --- | ----- |
| Aix FC                         | Francia             | 1959-1961           | 77  | 0     |
| Stade Français FC              | Francia             | 1961-1967           | 171 | 0     |
| AS Saint-Étienne               | Francia             | 1967-1971           | 130 | 0     |
| Olympique de Marsella          | Francia             | 1971-1974           | 109 | 0     |
| Selección de fútbol de Francia | Francia             | 1963–1973           | 36  | 0     |
| Total en su carrera            | Total en su carrera | Total en su carrera | 523 | 0     |

## Palmarés
| Título          | Club                  | Año  |
| --------------- | --------------------- | ---- |
| Copa de Francia | AS Saint-Étienne      | 1968 |
| Ligue 1         | AS Saint-Étienne      | 1968 |
| Ligue 1         | AS Saint-Étienne      | 1969 |
| Copa de Francia | AS Saint-Étienne      | 1970 |
| Ligue 1         | AS Saint-Étienne      | 1970 |
| Copa de Francia | Olympique de Marsella | 1972 |
| Ligue 1         | Olympique de Marsella | 1972 |

### Distinciones
| Distinción                                  | Año         |
| ------------------------------------------- | ----------- |
| Jugador francés del año por France Football | 1970 y 1971 |